# Nigéria nos Jogos Olímpicos de Verão de 1996
A Nigéria participou dos Jogos Olímpicos de Verão de 1996 em Atlanta, Estados Unidos. A delegação foi composta por 65 desportistas.

## Medalhas
| Atleta | Esporte | Evento                       | Medalha |
| --- | --- | ---------------------------- | ------- |
| Chioma Ajunwa | Atletismo | Salto em distância feminino  | Ouro    |
| \| Daniel Amokachi Emmanuel Amuneke Tijani Babangida Celestine Babayaro Emmanuel Babayaro Teslim Fatusi Victor Ikpeba Dosu Joseph Nwankwo Kanu \| Garba Lawal Abiodun Obafemi Kingsley Obiekwu Uche Okechukwu Jay-Jay Okocha Sunday Oliseh Mobi Oparaku Wilson Oruma Taribo West \| | Futebol | Masculino                    | Ouro    |
| Falilat Ogunkoya Bisi Afolabi Fatima Yusuf Charity Opara | Atletismo | Revezamento 4x400 m feminino | Prata   |
| Falilat Ogunkoya | Atletismo | 400 m feminino               | Bronze  |
| Mary Onyali-Omagbemi | Atletismo | 200 m feminino               | Bronze  |
| Duncan Dokiwari | Boxe | Peso superpesado             | Bronze  |
| Daniel Amokachi Emmanuel Amuneke Tijani Babangida Celestine Babayaro Emmanuel Babayaro Teslim Fatusi Victor Ikpeba Dosu Joseph Nwankwo Kanu | Garba Lawal Abiodun Obafemi Kingsley Obiekwu Uche Okechukwu Jay-Jay Okocha Sunday Oliseh Mobi Oparaku Wilson Oruma Taribo West |                              |         |

## Desempenho

### Atletismo
Masculino
| Atleta                                                   | Evento              | Eliminatórias | Eliminatórias | Quartas-de-final | Quartas-de-final | Semifinais  | Semifinais  | Final       | Final       |
| Atleta                                                   | Evento              | Res.          | Pos.          | Res.             | Pos.             | Res.        | Pos.        | Res.        | Pos.        |
| -------------------------------------------------------- | ------------------- | ------------- | ------------- | ---------------- | ---------------- | ----------- | ----------- | ----------- | ----------- |
| Davidson Ezinwa                                          | 100 m               | 10.03         | 1º/bat. 2     | 10.08            | 2º/bat. 3        | 10.04       | 4º/bat. 2   | 10.14       | 6º          |
| Deji Aliu                                                | 100 m               | 10.34         | 1º/bat. 5     | 10.26            | 4º/bat. 1        | Não avançou | Não avançou | Não avançou | Não avançou |
| Olapade Adeniken                                         | 100 m               | 10.41         | 3º/bat. 10    | 10.38            | 6º/bat. 2        | Não avançou | Não avançou | Não avançou | Não avançou |
| Francis Obikwelu                                         | 200 m               | 20.62         | 1º/bat. 5     | 20.49            | 2º/bat. 5        | 20.56       | 5º/bat. 1   | Não avançou | Não avançou |
| Seun Ogunkoya                                            | 200 m               | 20.78         | 2º/bat. 11    | 21.00            | 6º/bat. 4        | Não avançou | Não avançou | Não avançou | Não avançou |
| Sunday Bada                                              | 400 m               | 45.19         | 1º/bat. 8     | 44.88            | 1º/bat. 1        | 45.30       | 5º/bat. 2   | Não avançou | Não avançou |
| Clement Chukwu                                           | 400 m               | 45.18         | 1º/bat. 7     | 45.24            | 5º/bat. 3        | Não avançou | Não avançou | Não avançou | Não avançou |
| Jude Monye                                               | 400 m               | 46.10         | 4º/bat. 1     | DNF              | DNF              | Não avançou | Não avançou | Não avançou | Não avançou |
| William Erese                                            | 110 m com barreiras | 13.98         | 5º/bat. 4     | Não avançou      | Não avançou      | Não avançou | Não avançou | Não avançou | Não avançou |
| Moses Oyiki                                              | 110 m com barreiras | 14.04         | 6º/bat. 2     | Não avançou      | Não avançou      | Não avançou | Não avançou | Não avançou | Não avançou |
| Steve Adegbite                                           | 110 m com barreiras | 14.06         | 7º/bat. 5     | Não avançou      | Não avançou      | Não avançou | Não avançou | Não avançou | Não avançou |
| Kehinde Aladefa                                          | 400 m com barreiras | 49.60         | 5º/bat. 1     |                  |                  | Não avançou | Não avançou | Não avançou | Não avançou |
| Deji Aliu Osmond Ezinwa Francis Obikwelu Davidson Ezinwa | Revezamento 4x100 m | 39.47         | 3º/bat. 1     |                  |                  | DNF         | DNF         | Não avançou | Não avançou |
| Udeme Ekpenyong Clement Chukwu Ayuba Machem Sunday Bada  | Revezamento 4x400 m | 3:02.73       | 3º/bat. 3     |                  |                  | DSQ         | DSQ         | Não avançou | Não avançou |
| Festus Igbinoghene                                       | Salto triplo        | 15,95 m       | 35º           |                  |                  |             |             | Não avançou | Não avançou |
| Chima Ugwu                                               | Arremesso de peso   | 18,39 m       | 25º           |                  |                  |             |             | Não avançou | Não avançou |
| Adewale Olukoju                                          | Arremesso de disco  | 60,98 m       | 17º           |                  |                  |             |             | Não avançou | Não avançou |
| Pius Bazighe                                             | Lançamento de dardo | 70,78 m       | 32º           |                  |                  |             |             | Não avançou | Não avançou |

Feminino
| Atleta                                                                        | Evento              | Eliminatórias | Eliminatórias | Quartas-de-final | Quartas-de-final | Semifinais  | Semifinais  | Final       | Final             |
| Atleta                                                                        | Evento              | Res.          | Pos.          | Res.             | Pos.             | Res.        | Pos.        | Res.        | Pos.              |
| ----------------------------------------------------------------------------- | ------------------- | ------------- | ------------- | ---------------- | ---------------- | ----------- | ----------- | ----------- | ----------------- |
| Mary Onyali-Omagbemi                                                          | 100 m               | 11.17         | 2º/bat. 7     | 11.08            | 2º/bat. 2        | 11.04       | 2º/bat. 2   | 11.13       | 7º                |
| Chioma Ajunwa                                                                 | 100 m               | 11.25         | 2º/bat. 5     | 11.24            | 3º/bat. 1        | 11.14       | 5º/bat. 1   | Não avançou | Não avançou       |
| Mary Tombiri-Shirey                                                           | 100 m               | 11.50         | 4º/bat. 2     | 11.56            | 8º/bat. 3        | Não avançou | Não avançou | Não avançou | Não avançou       |
| Mary Onyali-Omagbemi                                                          | 200 m               | 22.42         | 2º/bat. 1     | 22.37            | 2º/bat. 3        | 22.16       | 2º/bat. 1   | 22.38       | Medalha de bronze |
| Calister Ubah                                                                 | 200 m               | 23.34         | 6º/bat. 2     | 23.62            | 7º/bat. 4        | Não avançou | Não avançou | Não avançou | Não avançou       |
| Falilat Ogunkoya                                                              | 400 m               | 52.65         | 2º/bat. 6     | 50.65            | 1º/bat. 3        | 49.57       | 2º/bat. 2   | 49.10       | Medalha de bronze |
| Fatima Yusuf                                                                  | 400 m               | 52.25         | 3º/bat. 3     | 51.27            | 2º/bat. 4        | 50.36       | 2º/bat. 1   | 49.77       | 6º                |
| Bisi Afolabi                                                                  | 400 m               | 51.80         | 1º/bat. 7     | 51.07            | 4º/bat. 1        | 51.40       | 8º/bat. 1   | Não avançou | Não avançou       |
| Angela Atede                                                                  | 100 m com barreiras | 12.88         | 2º/bat. 3     | 12.85            | 5º/bat. 1        | Não avançou | Não avançou | Não avançou | Não avançou       |
| Taiwo Aladefa                                                                 | 100 m com barreiras | 13.06         | 3º/bat. 5     | 13.11            | 6º/bat. 4        | Não avançou | Não avançou | Não avançou | Não avançou       |
| Ime Akpan                                                                     | 100 m com barreiras | 13.11         | 4º/bat. 6     | 13.02            | 7º/bat. 2        | Não avançou | Não avançou | Não avançou | Não avançou       |
| Lade Akinremi                                                                 | 400 m com barreiras | 56.83         | 8º/bat. 2     |                  |                  | Não avançou | Não avançou | Não avançou | Não avançou       |
| Chioma Ajunwa Mary Tombiri-Shirey Christy Opara-Thompson Mary Onyali-Omagbemi | Revezamento 4x100 m | 43.54         | 2º/bat. 2     |                  |                  |             |             | 42.56       | 5º                |
| Bisi Afolabi Fatima Yusuf Charity Opara Falilat Ogunkoya                      | Revezamento 4x400 m | 3:23.24       | 2º/bat. 1     |                  |                  |             |             | 3:21.04     | Medalha de prata  |
| Chioma Ajunwa                                                                 | Salto em distância  | 6,81 m        | 2º            |                  |                  |             |             | 7,12 m      | Medalha de ouro   |

### Badminton
Masculino
| Atleta           | Evento  | Fase de 64                   | Fase de 32             | Fase de 16             | Quartas                | Semifinais             | Final                  | Final       |
| Atleta           | Evento  | Adversário e resultado       | Adversário e resultado | Adversário e resultado | Adversário e resultado | Adversário e resultado | Adversário e resultado | Pos.        |
| ---------------- | ------- | ---------------------------- | ---------------------- | ---------------------- | ---------------------- | ---------------------- | ---------------------- | ----------- |
| Kayode Akinsanya | Simples | DEN T. Stuer-Lauridsen D 0–2 | Não avançou            | Não avançou            | Não avançou            | Não avançou            | Não avançou            | Não avançou |

Feminino
| Atleta             | Evento  | Fase de 64             | Fase de 32             | Fase de 16             | Quartas                | Semifinais             | Final                  | Final       |
| Atleta             | Evento  | Adversário e resultado | Adversário e resultado | Adversário e resultado | Adversário e resultado | Adversário e resultado | Adversário e resultado | Pos.        |
| ------------------ | ------- | ---------------------- | ---------------------- | ---------------------- | ---------------------- | ---------------------- | ---------------------- | ----------- |
| Obigeli Olorunsola | Simples |                        | KOR Bang S-H. D 0–2    | Não avançou            | Não avançou            | Não avançou            | Não avançou            | Não avançou |

Misto
| Atleta                              | Evento | Fase de 64             | Fase de 32                       | Fase de 16             | Quartas                | Semifinais             | Final                  | Final       |
| Atleta                              | Evento | Adversário e resultado | Adversário e resultado           | Adversário e resultado | Adversário e resultado | Adversário e resultado | Adversário e resultado | Pos.        |
| ----------------------------------- | ------ | ---------------------- | -------------------------------- | ---------------------- | ---------------------- | ---------------------- | ---------------------- | ----------- |
| Obigeli Olorunsola Kayode Akinsanya | Duplas |                        | DEN L. Olsen – C. Jakobsen D 0–2 | Não avançou            | Não avançou            | Não avançou            | Não avançou            | Não avançou |

### Boxe
| Atleta           | Peso        | Fase de 32                | Oitavas de final       | Quartas de final           | Semifinais             | Final                  | Final             |
| Atleta           | Peso        | Adversário e resultado    | Adversário e resultado | Adversário e resultado     | Adversário e resultado | Adversário e resultado | Pos.              |
| ---------------- | ----------- | ------------------------- | ---------------------- | -------------------------- | ---------------------- | ---------------------- | ----------------- |
| Kehinde Aweda    | Galo        | TJK K. Kasanov D 10–20    | Não avançou            | Não avançou                | Não avançou            | Não avançou            | =17º              |
| Daniel Attah     | Pena        | PNG L. Ipera V 14–2       | HUN J. Nagy D 12–14    | Não avançou                | Não avançou            | Não avançou            | =9º               |
| Albert Eromosele | Supermédio  | UKR S. Horodnichov D 4–18 | Não avançou            | Não avançou                | Não avançou            | Não avançou            | =17º              |
| Duncan Dokiwari  | Superpesado | IRI MR. Samadi V RSC Rd 2 | PAK S. Khan V RSC Rd 2 | AZE A. Marnedov V RSC Rd 3 | TGA P. Wolfgramm D 6–7 | Não avançou            | Medalha de bronze |

### Futebol
Masculino
| Equipe | Fase de grupos                                     | Fase de grupos | Quartas-de-final       | Semifinal              | Final                  | Pos.            |
| Equipe | Adversário e resultado                             | Pos.           | Adversário e resultado | Adversário e resultado | Adversário e resultado | Pos.            |
| --- | -------------------------------------------------- | -------------- | ---------------------- | ---------------------- | ---------------------- | --------------- |
| Daniel Amokachi Emmanuel Amuneke Tijani Babangida Celestine Babayaro Emmanuel Babayaro Teslim Fatusi Victor Ikpeba Dosu Joseph Nwankwo Kanu Garba Lawal Abiodun Obafemi Kingsley Obiekwu Uche Okechukwu Jay-Jay Okocha Sunday Oliseh Mobi Oparaku Wilson Oruma Taribo West | HUN Hungria V 1–0 JPN Japão V 2–0 BRA Brasil D 0–1 | 2º (gr. D)     | MEX México V 2–0       | BRA Brasil V 4–3 (pro) | ARG Argentina V 3–2    | Medalha de ouro |

### Halterofilismo
Masculino
| Atleta         | Categoria | Arranque | Arranque | Arremesso | Arremesso | Total | Total |
| Atleta         | Categoria | Kg       | Pos.     | Kg        | Pos.      | Kg    | Pos.  |
| -------------- | --------- | -------- | -------- | --------- | --------- | ----- | ----- |
| Mojisola Oluwa | Até 70 kg | 140,0    | 18º      | 170,0     | 17º       | 310,0 | 18º   |

### Judô
Masculino
| Atleta       | Categoria | Pos. |
| ------------ | --------- | ---- |
| Suleman Musa | -78 kg    | =21º |

### Lutas
Masculino
| Atleta           | Categoria              | Fase de 32                  | Oitavas de final                                                                                                  | Quartas de final       | Semifinais             | Final                  | Final |
| Atleta           | Categoria              | Adversário e resultado      | Adversário e resultado                                                                                            | Adversário e resultado | Adversário e resultado | Adversário e resultado | Pos.  |
| ---------------- | ---------------------- | --------------------------- | --- | ---------------------- | ---------------------- | ---------------------- | ----- |
| Tiebiri Godswill | Greco-romana até 52 kg | BUL Y. Anev D SUP           | Repescagem: LTU R. Vartanovas D 0–4                                                                               | Não avançou            | Não avançou            | Não avançou            | =17º  |
| Isaac Jacob      | Livre até 48 kg        | CUB A. Vila D 0–4           | Repescagem: GUA M. Ramírez V 3–0 KGZ V. Torgovkin V 0–0 ROU G. Corduneanu D 6–7                                   | Não avançou            | Não avançou            | Não avançou            | 9º    |
| Ibo Oziti        | Livre até 68 kg        | UKR Z. Zazirov D SUP        | Repescagem: IRI A. Fallah D 0–1                                                                                   | Não avançou            | Não avançou            | Não avançou            | =18º  |
| Victor Kodei     | Livre até 90 kg        | IRI R. Khadem Azgadhi D 1–6 | Repescagem: PUR J. Betancourt V SUP CAN S. Bianco V 7–0 HUN P. Bacsa V 7–4 KOR Kim I-H. V 7–0 SVK J. Lohyňa D SUP | Não avançou            | Não avançou            | Não avançou            | 6º    |

### Tênis
Masculino
| Atleta      | Evento  | Primeira fase            | Segunda fase           | Oitavas de final       | Quartas de final       | Semifinais             | Final                  | Final |
| Atleta      | Evento  | Adversário e resultado   | Adversário e resultado | Adversário e resultado | Adversário e resultado | Adversário e resultado | Adversário e resultado | Pos.  |
| ----------- | ------- | ------------------------ | ---------------------- | ---------------------- | ---------------------- | ---------------------- | ---------------------- | ----- |
| Sule Ladipo | Simples | AUS J. Stoltenberg D 0–2 | Não avançou            | Não avançou            | Não avançou            | Não avançou            | Não avançou            | =33º  |

### Tênis de mesa
Masculino
| Atleta                     | Prova      | Primeira fase                                                                                             | Primeira fase | Oitavas de final       | Quartas de final       | Semifinais             | Final                  | Final |
| Atleta                     | Prova      | Adversários e resultados                                                                                  | Pos.          | Adversário e resultado | Adversário e resultado | Adversário e resultado | Adversário e resultado | Pos.  |
| -------------------------- | ---------- | --- | ------------- | ---------------------- | ---------------------- | ---------------------- | ---------------------- | ----- |
| Segun Toriola              | Individual | GRE K. Kreangka D 0–2 FRA P. Chila D 0–2 IND C. Baboor V 2–1                                              | 3º (gr. P)    | Não avançou            | Não avançou            | Não avançou            | Não avançou            | =33º  |
| Sule Olaleye               | Individual | CAN J. Huang D 0–2 GBR X. Chen D 1–2 USA D. Zhuang D 0–2                                                  | 4º (gr. M)    | Não avançou            | Não avançou            | Não avançou            | Não avançou            | =49º  |
| Sule Olaleye Segun Toriola | Duplas     | YUG I. Lupulesku – S. Grujić D 0–2 JPN H. Shibutani – K. Matsushita D 0–2 CZE J. Plachý – P. Korbel V 2–0 | 3º (gr. H)    | Não avançou            | Não avançou            | Não avançou            | Não avançou            | =17º  |

Feminino
| Atleta                     | Prova      | Primeira fase                                                                                     | Primeira fase | Oitavas de final       | Quartas de final       | Semifinais             | Final                  | Final |
| Atleta                     | Prova      | Adversários e resultados                                                                          | Pos.          | Adversário e resultado | Adversário e resultado | Adversário e resultado | Adversário e resultado | Pos.  |
| -------------------------- | ---------- | ------------------------------------------------------------------------------------------------- | ------------- | ---------------------- | ---------------------- | ---------------------- | ---------------------- | ----- |
| Bose Kaffo                 | Individual | SUI D-Y. Tu D 0–2 BRA L. Kosaka D 0–2 ROU E. Ciosu D 1–2                                          | 4º (gr. P)    | Não avançou            | Não avançou            | Não avançou            | Não avançou            | =49º  |
| Funke Oshonaike            | Individual | PRK Kim H-h. D 0–2 GER J. Schöpp D 1–2 RUS Y. Timina D 0–2                                        | 4º (gr. I)    | Não avançou            | Não avançou            | Não avançou            | Não avançou            | =49º  |
| Bose Kaffo Funke Oshonaike | Duplas     | RUS I. Palina – Y. Timina D 0–2 USA L. Hugh-Yip – W. Wang D 1–2 NED E. Noor – B. Vriesekoop D 0–2 | 4º (gr. F)    | Não avançou            | Não avançou            | Não avançou            | Não avançou            | =25º  |

Legenda
| Recorde mundial      | Recorde mundial (World record)               |                       | Recorde africano                      | Recorde africano (African) |                                           | Q | Classificado por posição (Qualified) |
| Recorde olímpico     | Recorde olímpico (Olympic record)            | Recorde da América    | Recorde da América (Americas)         | q                          | Classificado por melhor tempo (Qualified) |   |                                      |
| Melhor marca do ano  | Melhor marca do ano (World leading)          | Recorde asiático      | Recorde asiático (Asian)              | DNS                        | Não largou (Did not start)                |   |                                      |
| Recorde nacional     | Recorde nacional (National record)           | Recorde europeu       | Recorde europeu (European)            | DNF                        | Não terminou (Did not finish)             |   |                                      |
| Recorde pessoal      | Recorde pessoal do atleta (Personal best)    | Recorde da Oceania    | Recorde da Oceania (Oceania)          | DSQ / DQ                   | Desclassificado (Disqualified)            |   |                                      |
| Recorde da temporada | Recorde da temporada do atleta (Season best) | Recorde sul-americano | Recorde sul-americano (South America) | NM                         | Sem marca (No mark)                       |   |                                      |